# Gran Fondo 1941 (ciclismo)
La Gran Fondo 1941, ottava edizione della corsa e nota anche come Giro delle Nove Provincie Lombarde 1941, si svolse il 6 luglio 1941 su un percorso di 522,2 km con partenza e arrivo a Milano. Fu vinta dall'italiano Aldo Bini, che completò il percorso in 16h21'17" precedendo in volata i connazionali Cino Cinelli e Olimpio Bizzi; risultarono classificati 33 dei 49 ciclisti al via.
La prova fu organizzata congiuntamente dal quotidiano La Gazzetta dello Sport e dalla Federciclismo italiana, su ispirazione dei dirigenti della fabbrica Bianchi, a distanza di 22 anni dalla precedente edizione della Gran Fondo, quella del 1919.

## Percorso
La prova, partita da via Ascanio Sforza a Milano, attraversò nell'ordine Binasco, Pavia, Casalpusterlengo, Pizzighettone, Cremona, Piadena, Mantova, Goito, Guidizzolo, Montichiari, Brescia, Palazzolo sull'Oglio, Bergamo, Pontida, Cisano Bergamasco, Calolziocorte, Lecco (km 327), Mandello del Lario, Varenna, Colico, Gravedona, Menaggio, Argegno, Como, Solbiate, Varese, Gallarate e Legnano; l'arrivo fu posto sulla pista del Velodromo Vigorelli di nuovo a Milano.

## Squadre e corridori partecipanti
Si iscrissero alla prova, invitati dalla Federciclismo, 59 ciclisti, sia "accasati" presso otto squadre di marca – Legnano, Bianchi, Olympia, Gloria, Viscontea, Frejus, Gerbi e Aquilano – che "non accasati"; furono effettivamente al via 49 ciclisti. Come principali favoriti per la vittoria finale venivano citati gli "assi" specializzati in gare di lunga distanza: Gino Bartali e Fausto Coppi della Legnano, Giovanni Valetti dell'Olympia, Mario Vicini della Bianchi e Severino Canavesi della Gloria.

## Ordine d'arrivo (Top 10)
| Pos. | Corridore         | Squadra   | Tempo     |
| ---- | ----------------- | --------- | --------- |
| 1    | Aldo Bini         | Viscontea | 16h23'17" |
| 2    | Cino Cinelli      | Bianchi   | s.t.      |
| 3    | Olimpio Bizzi     | Bianchi   | s.t.      |
| 4    | Gino Bartali      | Legnano   | s.t.      |
| 5    | Pierino Favalli   | Legnano   | s.t.      |
| 6    | Salvatore Crippa  | Viscontea | s.t.      |
| 7    | Severino Canavesi | Gloria    | s.t.      |
| 8    | Glauco Servadei   | Bianchi   | s.t.      |
| 9    | Pietro Chiappini  | Olympia   | s.t.      |
| 10   | Primo Volpi       | Legnano   | s.t.      |